# Union romani internationale
L'Union romani internationale  (en abrégé URI ; en romani Romano Internacionalno Jekhetanipe) est une ONG qui défend les droits de la population rom. 
Enregistrée comme organisation internationale à caractère non gouvernemental, Union romani internationale est présente dans plus de 30 pays. Elle possède un rôle consultatif comme représentante des Roms auprès de l’ONU et du Conseil de l'Europe. Son siège se trouve à Prague, en Tchéquie.

## Création et historique
L'organisation est issue du Ier congrès mondial rom réuni à Londres en 1971, la Constitution du Comité international tsigane devient l'Union romani internationale en 1978,. L'Union se dote d’un organe exécutif, d’un drapeau, d’un slogan : Le peuple Rom a le droit de rechercher sa propre voix vers le progrès, et d'un hymne, intitulé en romani Djelem, djelem.

## Principes et objectifs[5]
Dans le monde entier, l'Union romani internationale représente politiquement tous les Roms (Sinté, Lovari (en), Chorichani, Kalderash (en), Romungro, Vlaxica (cs), Gitans, etc.), et agir dans le meilleur intérêt de leur nation,. 
L’organisation se donne le devoir de développer et de préserver les traditions culturelles, les coutumes et la langue des Roms, le romani dont les 3 principaux  sous-groupes dialectaux sont le romani balkanique, le romani vlax et les parlers anglo-nordiques (en) dont fait partie le sintikès des manouches, suivis par le romani central et le romani baltique ; on dénombre plusieurs dizaines de dialectes avec, pour certains, des variantes suivant les pays. 
L'Union coopère pour résoudre les problèmes économiques, sociaux, culturels, éducatifs et humanitaires des Roms dans chacun des pays dans lesquels ils vivent et sert de centre pour l'observation des activités de chaque pays dans la réalisation de ces objectifs. 
L'Union romani internationale veille aussi sur l'application et au renforcement des droits de l'homme et des libertés fondamentales pour tous, sans distinction de race, de sexe, de langue ou de religion.

## Taille, composition et représentativité
Les membres de l'URI sont les suivants :
- Albanie
- Allemagne
- Australie
- Autriche
- Biélorussie
- Belgique
- Bosnie-Herzégovine
- Bulgarie
- Brésil
- Canada
- Croatie
- Danemark
- Espagne
- Estonie
- Finlande
- France
- Irlande
- Kosovo
- Lettonie
- Lituanie
- Pays-Bas
- Norvège
- Pologne
- Tchéquie
- Roumanie
- Royaume-Uni
- Russie
- Serbie
- Slovaquie
- Slovénie
- Suède
- Suisse
- Ukraine

Toute organisation rom en provenance des pays membres peut acquérir l'adhésion à l'URI. 
Le Congrès de l'URI est composé de délégués des organisations membres individuels, membres honoraires et d'autres membres. Chaque pays membre est représenté par un nombre de délégués proportionnel au nombre total d'habitants roms de chaque pays respectif. 
Chaque pays membre de l'URI a un représentant et un suppléant au sein du Parlement.

### Sources et bibliographie
- (en) Ilona Klimova-Alexander, The Romani Voice In World Politics: The United Nations And Non-State Actors , Ashgate Pub Ltd, 2005, 195 p.  (ISBN 978-0754641735)